# Министерство лесной промышленности Татарской АССР
Министерство лесной промышленности Татарской АССР — орган государственной власти Татарской АССР.
Подчинялось Совету Министров ТАССР (до 1946 года — СНК ТАССР) и одноимённому министерству (до 1946 года — народному комиссариату) РСФСР.

## История
Образовано 5 мая 1939 года Указом Президиума ВС Татарской АССР как Народный комиссариат лесной промышленности ТАССР. В 1946 году преобразовано в одноимённое министерство и называлось так с небольшими перерывами до своего упразднения. Упразднено Указом Президиума ВС Татарской АССР от 13 июля 1955 года, с передачей функций тресту «Татлес».

### Официальные названия
- Народный комиссариат лесной промышленности Татарской АССР (1934—1946)
- Министерство лесной промышленности Татарской АССР (1946—1959, 1951—1953, 1954—1955)
- Министерство лесной и бумажной промышленности Татарской АССР (1949—1951, 1953—1954)

## Министры[1][2]
- Газизов, Мукмин Газизович (1939—1940, годы жизни:1899-1941)
- Владимиров, Пётр Владимирович (1940—1942, 1904-после 1959)
- Коровин, Николай Иванович (1942—1943, ?-?)
- Шипунов, Григорий Васильевич (1943—1948, ?-?)
- Владимиров, Пётр Владимирович (1948—1955, 1904-после 1959)